# Trzykrotka

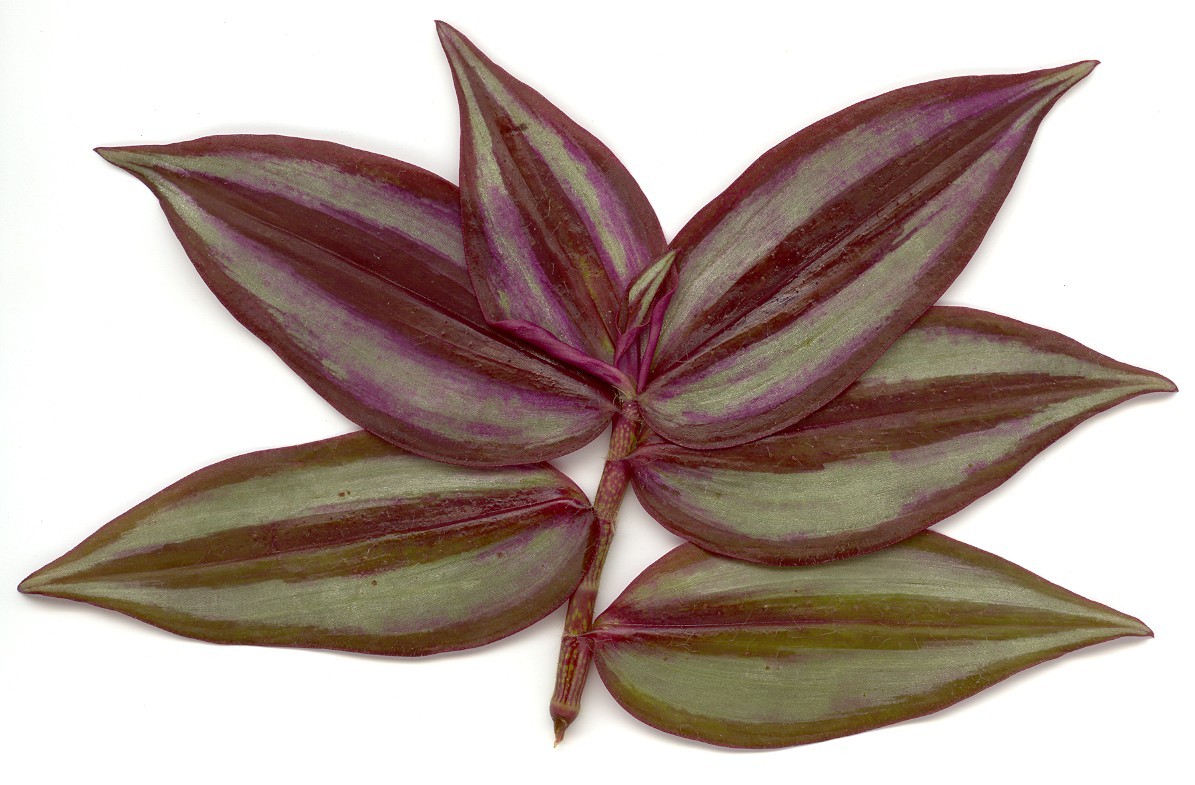
Pędy trzykrotki pasiastej

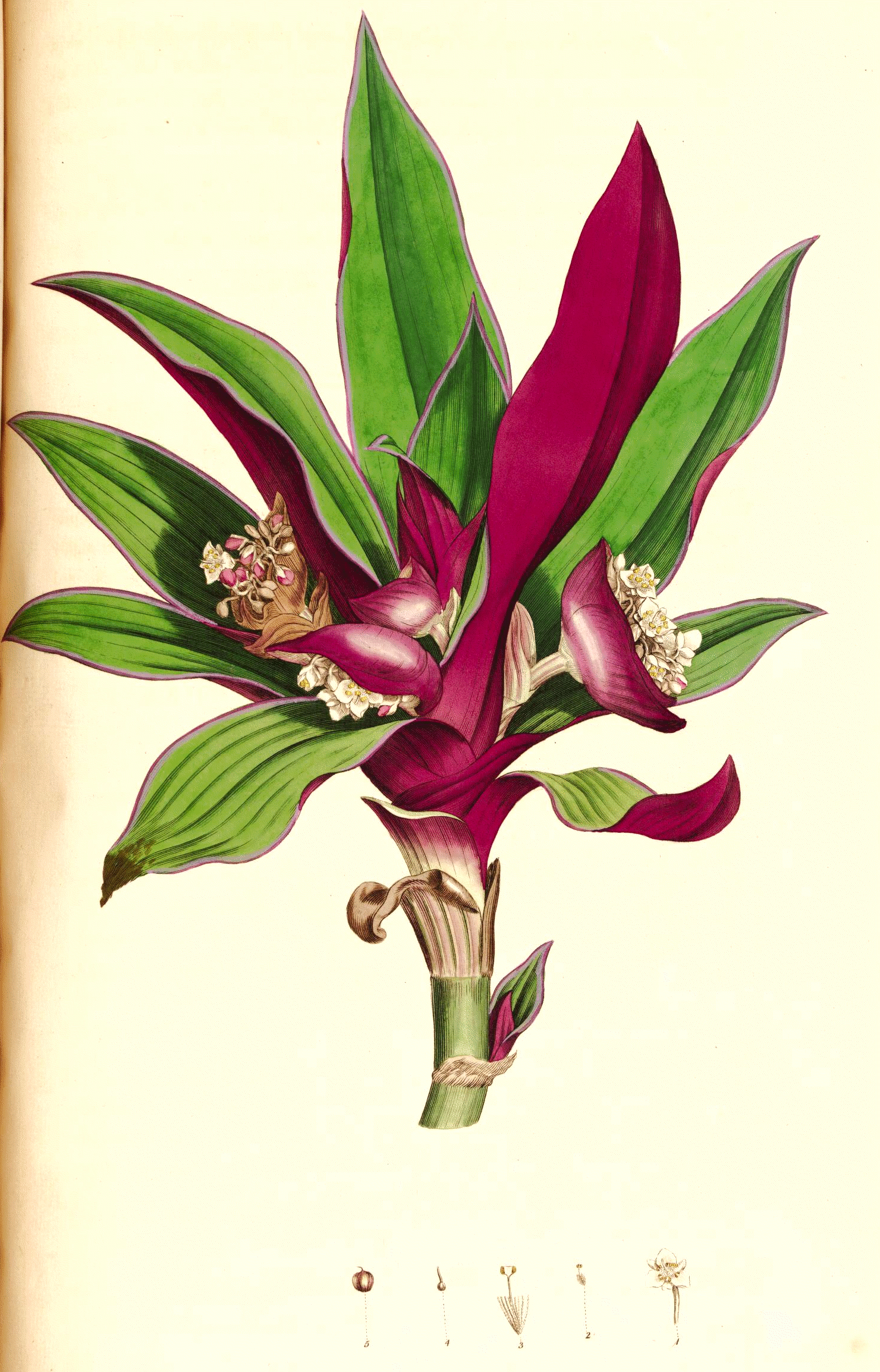
Morfologia (Tradescantia spathacea)

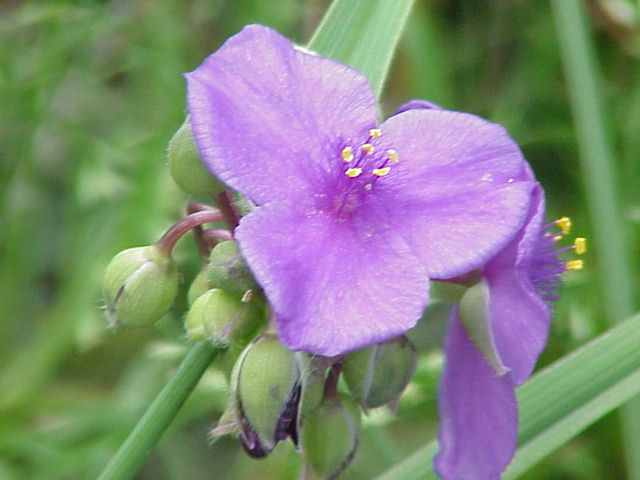
Tradescantia virginiana

Trzykrotka, tradeskancja (Tradescantia L.) – rodzaj roślin z klasy jednoliściennych, z rodziny komelinowatych (Commelinaceae), pochodzących z Ameryki. Należy do niego ok. 70 gatunków występujących od południowej Kanady do północnej Argentyny. Gatunkiem typowym jest Tradescantia virginiana L. Naukowa nazwa rodzajowa upamiętnia Johna Tradescanta starszego (ok. 1570–1638), ogrodnika Karola I Stuarta.

## Morfologia
Byliny, przeważnie o płożących się pędach. Ulistnienie skrętoległe, czasem naprzemianległe, liście wydłużone, całobrzegie, kształtu jajowatego, siedzące lub zwężające się u nasady. Kwiaty przeważnie dość drobne, zebrane w kwiatostany wsparte podsadkami podobnymi do liści lub od nich odmiennymi. Obupłciowe kwiaty są promieniste, trójkrotne, okwiat barwny, pręcików 6, zalążnia trójkomorowa, w każdej komorze z 1 lub 2 zalążkami. Owocem jest torebka trójkomorowa w każdej z 1 lub 2 nasionami.

## Systematyka
SynonimyRhoeo Hance, Setcreasea Schumann & Sydow, Zebrina Schnizlein
Pozycja systematyczna według APweb (aktualizowany system APG III z 2009)
Rodzaj należący do podrodziny Commelinoideae, rodziny komelinowatych (Commelinaceae R. Br., która wraz z grupą siostrzaną Hanguanaceae, tworzy klad bazalny w obrębie rzędu komelinowce Commelinales Dumort. W obrębie rodziny komelinowatych należy do plemienia Tradescantieae, podplemienia Tradescantiinae.
Pozycja w systemie Reveala (1993-1999)
Gromada okrytonasienne (Magnoliophyta Cronquist), podgromada Magnoliophytina Frohne & U. Jensen ex Reveal, klasa jednoliścienne (Liliopsida Brongn.), podklasa komelinowe (Commelinidae Takht.), nadrząd Commelinanae Takht., rząd komelinowce (Commelinales Dumort.), podrząd Commelinineae Engl., rodzina komelinowate (Commelinaceae R. Br.), plemię Tradescantieae Meisn., rodzaj trzykrotka (Tradescantia L.).
Gatunki
Skład gatunkowy tego rodzaju zmieniał się znacząco i nadal jest dyskutowany. Współcześnie włączane są do niego gatunki z innych wcześniej wyodrębnianych rodzajów, traktowanych teraz jako synonimy trzykrotki: Campelia Rich., Cymbispatha Pichon, Mandonia Hassk., Neomandonia Hutch., Neotreleasea Rose, Rhoeo Hance, Separotheca Waterf., Setcreasea K.Schum. & Syd., Treleasea Rose, Zebrina Schnizl. Daje to łącznie ok. 70 gatunków.
Wykaz gatunków:

- Tradescantia ambigua(inne języki) Mart. ex Schult. & Schult.f.
- Tradescantia anagallidea(inne języki) Seub.
- Tradescantia × andersoniana(inne języki) W.Ludw. & Rohweder
- Tradescantia andrieuxii C.B.Clarke
- Tradescantia boliviana (Hassk.) J.R.Grant
- Tradescantia brachyphylla Greenm.
- Tradescantia bracteata Small ex Britton
- Tradescantia brevifolia (Torr.) Rose
- Tradescantia buckleyi (I.M.Johnst.) D.R.Hunt
- Tradescantia burchii D.R.Hunt
- Tradescantia cerinthoides Kunth
- Tradescantia cirrifera Mart.
- Tradescantia commelinoides Schult. & Schult.f.
- Tradescantia crassifolia Cav.
- Tradescantia crassula Link & Otto
- Tradescantia cymbispatha C.B.Clarke
- Tradescantia deficiens Brandegee
- Tradescantia edwardsiana Tharp
- Tradescantia ernestiana E.S.Anderson & Woodson
- Tradescantia exaltata D.R.Hunt
- Tradescantia fluminensis Vell. – trzykrotka wężykowata, t. białokwiatowa
- Tradescantia gentryi D.R.Hunt
- Tradescantia gigantea Rose
- Tradescantia gracillima Standl.
- Tradescantia grantii Faden
- Tradescantia guatemalensis C.B.Clarke ex J.D.Sm.
- Tradescantia guiengolensis Matuda
- Tradescantia gypsophila B.L.Turner
- Tradescantia hirsuticaulis  Small
- Tradescantia hirsutiflora Bush
- Tradescantia hirta D.R.Hunt
- Tradescantia huehueteca (Standl. & Steyerm.) D.R.Hunt
- Tradescantia humilis Rose
- Tradescantia leiandra Torr.
- Tradescantia llamasii(inne języki) Matuda
- Tradescantia longipes(inne języki) E.S.Anderson & Woodson
- Tradescantia masonii(inne języki) Matuda
- Tradescantia maysillesii(inne języki) Matuda
- Tradescantia mcvaughii(inne języki) D.R.Hunt
- Tradescantia mirandae(inne języki) Matuda
- Tradescantia monosperma Brandegee
- Tradescantia nuevoleonensis Matuda
- Tradescantia occidentalis (Britton) Smyth
- Tradescantia ohiensis Raf.
- Tradescantia orchidophylla Rose & Hemsl.
- Tradescantia ozarkana E.S.Anderson & Woodson
- Tradescantia pallida (Rose) D.R.Hunt
- Tradescantia pedicellata Celarier
- Tradescantia peninsularis Brandegee
- Tradescantia petiolaris M.E.Jones
- Tradescantia petricola J.R.Grant
- Tradescantia pinetorum Greene
- Tradescantia plusiantha Standl.
- Tradescantia poelliae D.R.Hunt
- Tradescantia pygmaea D.R.Hunt
- Tradescantia reverchonii Bush
- Tradescantia roseolens Small
- Tradescantia rozynskii Matuda
- Tradescantia schippii D.R.Hunt
- Tradescantia sillamontana Matuda
- Tradescantia soconuscana Matuda
- Tradescantia spathacea Sw. – reo meksykańskie[8]
- Tradescantia standleyi Steyerm.
- Tradescantia stenophylla Brandegee
- Tradescantia subacaulis Bush
- Tradescantia subaspera Ker Gawl.
- Tradescantia tepoxtlana Matuda
- Tradescantia tharpii E.S.Anderson & Woodson
- Tradescantia umbraculifera Hand.-Mazz.
- Tradescantia valida G.Brückn.
- Tradescantia velutina Kunth & C.D.Bouché
- Tradescantia virginiana L. – trzykrotka wirginijska
- Tradescantia wrightii(inne języki) Rose & Bush
- Tradescantia zanonia(inne języki) (L.) Sw.
- Tradescantia zebrina(inne języki) Bosse – trzykrotka pasiasta[8]

## Zastosowanie
Niektóre gatunki hodowane są w doniczkach jako rośliny ozdobne. Młode pędy i liście trzykrotki wirginijskiej są jadalne.